# Дагда (божество)
Дагда (давньоірл. Dagda, в буквальному перекладі «Хороший Бог») — божество ірландської міфології, один із головних богів Племен богині Дану поряд із Лугом і Нуаду. Бог добробуту та багатства в релігії давніх ірландців. Відомий також як Еохайда Оллатар (Еохайда Батько всіх) і Руада Рофесса («Червоний Надзнаючий»). Основним джерелом, з якого можна дізнатися біографію й атрибути Дагда, є скела «Битва при Маг Туїред» (Cath Muige Tuired).
За середньовічною ірландською історичною традицією та легендами — верховний король Ірландії. Час правління — 1407—1337 рр. до н. е. (згідно «Історії Ірландії» Джеффрі Кітінга) або 1830—1750 рр. до н. е. (згідно «Хроніки Чотирьох Майстрів»).
Дагда зазвичай зображували у вигляді велетня із величезною палицею, яку доводилося везти на возі. Одним кінцем своєї зброї він вражав ворогів, а іншим відроджував до життя мертвих.
Дагда став Верховним королем Племен богині Дану після поранення Нуаду. Від богині Боанн, колишньої дружини Нехтана, у нього народився син Енгус Мак Ок. Перед битвою при Маг Туїред він зійшовся з богинею Морріган, яка обіцяла йому відняти силу у ватажка фоморів Індеха. Крім того, Дагда вважався батьком короля си́дів Бодб Дерга, Кермата, Мідіра, Ані й богині Бригіти.
Атрибутами Дагда вважалися котел, в якому ніколи не вичерпувалася їжа, і дубина, якою він вражав ворогів. Тому Дагда часто порівнюють із галльскими божествами Сукеллом і Огмієм (перший зображувався з молотом, другий — з дубиною). Крім того, у Дагда були дві чарівні арфи — Даурдабла («Дуб двох зеленів») і Койра Кетаркуйр («Пісня чотирьох кутів»).